# Ladomirová
Ladomirová (węg. Ladomérvágása, ruś. Ладомирова) – wieś we wschodniej Słowacji w powiecie Svidník kraju preszowskiego.
Ladomirová leży w historycznym kraju Szarysz na szlaku handlowym z Węgier do Polski – dziś przez wieś przebiega tym szlakiem droga krajowa nr 73 (E371) z Preszowa do Rzeszowa przez dawne przejście graniczne Barwinek-Vyšný Komárnik.
Pierwsze wzmianki o wsi pochodzą z roku 1414. Pod koniec 1944 r. w okolicy Ladomirovej toczyły się najbardziej zacięte walki operacji dukielskiej.
W miejscowości znajduje się drewniana cerkiew greckokatolicka św. Michała Archanioła z 1742 r., zapisana wraz z innymi drewnianymi świątyniami słowackich Karpat na liście światowego dziedzictwa UNESCO w 2008 r.
W latach 1924–1944 w Ladomirovej działał prawosławny monaster św. Hioba Poczajowskiego (cerkiew monasterska służy obecnie miejscowej parafii Kościoła Prawosławnego Czech i Słowacji).

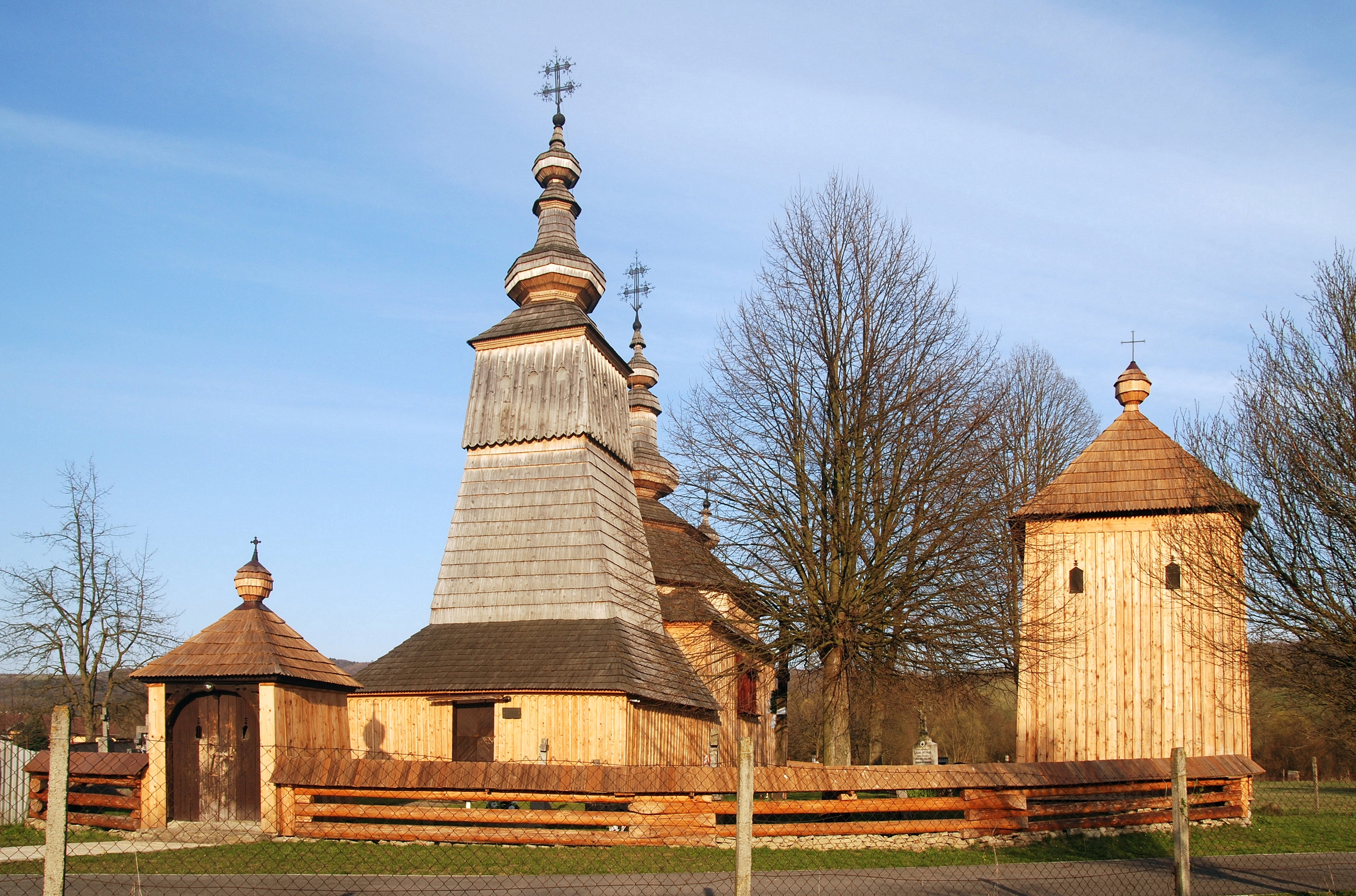
Cerkiew na liście UNESCO
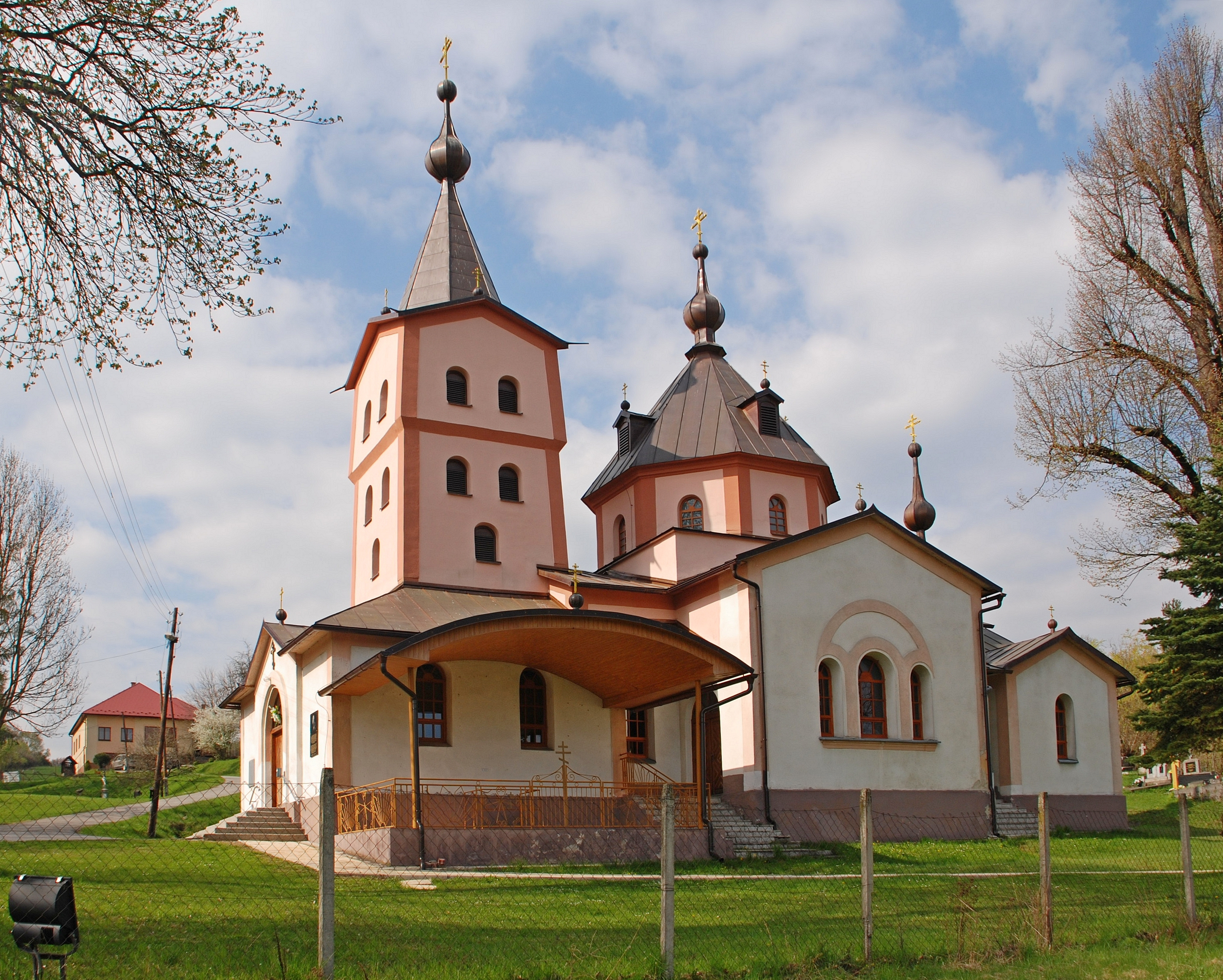
Dawny monaster
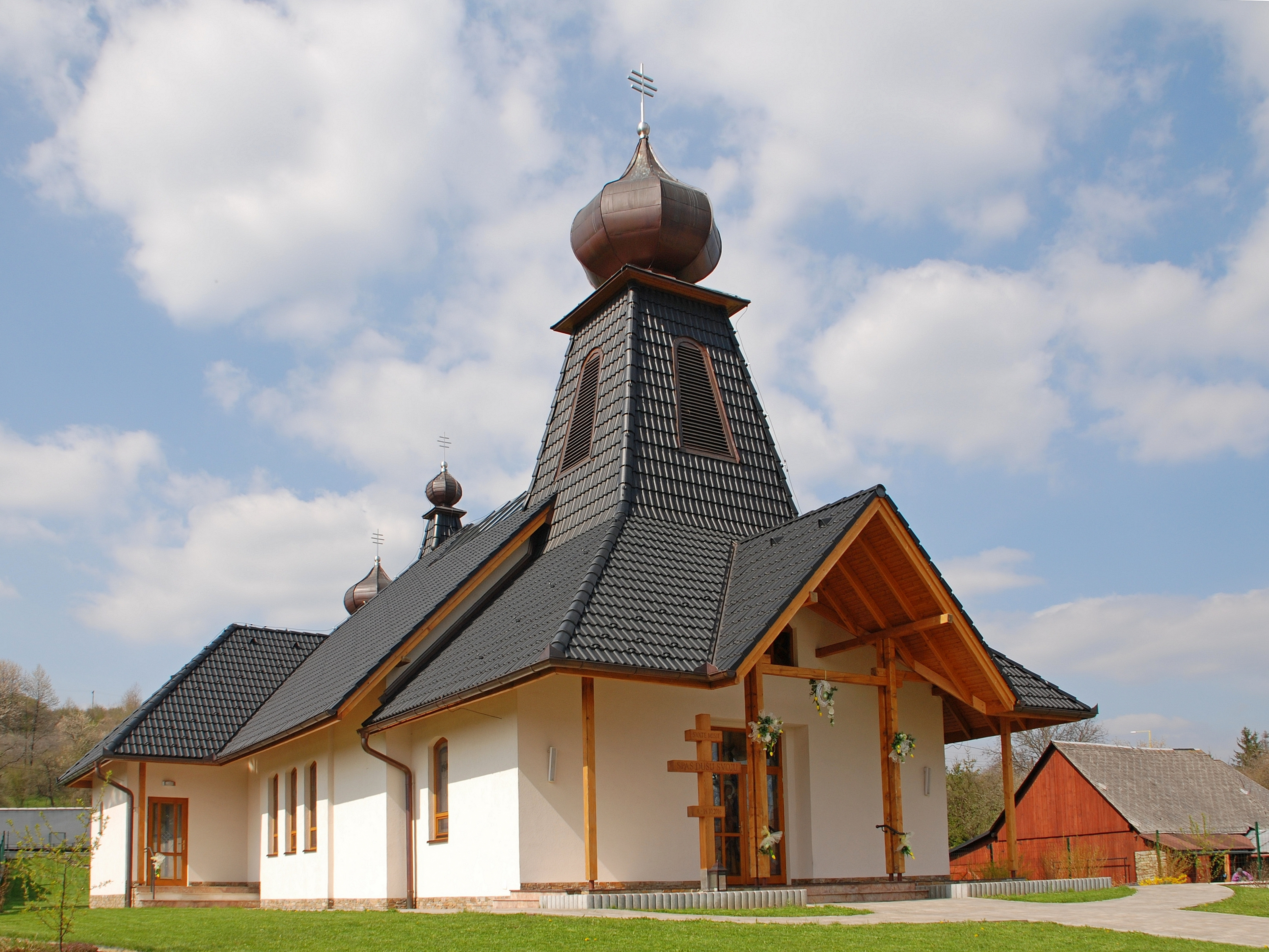
Nowa cerkiew